# هارونا كوجيما
هارونا كوجيما (باليابانية: 小嶋 陽菜) ممثلة ومغنية يابانية، وعضوة سابقة في فرقة إيه كيه بي48.

## أعمالها

### مسلسلات
| السنة | اسم المسلسل | الدور         |
| ----- | ----------- | ------------- |
| 2008  | غوكسين 2    | ساكي فوجيمورا |

## روابط خارجية
- هارونا كوجيما على موقع IMDb (الإنجليزية)
- هارونا كوجيما على موقع روتن توميتوز (الإنجليزية)
- هارونا كوجيما على موقع ألو سيني (الفرنسية)
- هارونا كوجيما على موقع ميوزك برينز (الإنجليزية)
- هارونا كوجيما على موقع ديسكوغز (الإنجليزية)
- هارونا كوجيما على موقع قاعدة بيانات الفيلم (الإنجليزية)
- هارونا كوجيما على موقع كينوبويسك (الروسية)

## روابط أضافية
- الموقع الرسمي